# Едмунд Тейлор Віттекер
Едмунд Тейлор Віттекер (англ. Edmund Taylor Whittaker; 24 жовтня 1873, Саутпорт, Ланкашир, Англія, Велика Британія — 24 березня 1956, Единбург, Шотландія, Велика Британія) — англійський математик, фахівець із прикладної математики, математичної фізики та теорії спеціальних функцій.

## Життєпис
Едмунд Тейлор Віттекер народився в Саутпорті (Ланкашир, Англія) 24 жовтня 1873 року в родині Селіни Септіми Тейлор (Selina Septima Taylor) і Джона Віттекера (John Whittaker). Він навчався в Манчестерській граматичній школі, а потім отримав стипендію для навчання в Триніті-коледжі Кембриджського університету.
Едмунд Тейлор Віттекер почав вчитися в Триніті-коледжі 1892 року. Серед його наставників були математики Ендрю Форсайт і Джордж Дарвін. 1895 року Віттекера визнано другим серед найкращих студентів-математиків Кембриджського університету (англ. Second Wrangler).
1896 році Віттекера обрано членом ради Триніті-коледжу (англ. Fellow of Trinity College). Після цього він почав викладати і, зокрема, вніс значні зміни в курс математичного аналізу, які згодом відобразив у книзі «Курс сучасного аналізу» (1902; починаючи з видання 1915 року співавтором цієї книги є Джордж Невілл Вотсон). Він також читав курси з електрики та магнетизму, астрономії й геометричної оптики.
1901 року Віттекер одружився з Мері Фергюсон Макнейтен Бойд (Mary Ferguson McNaghten Boyd), дочкою шотландського священника Томаса Бойда. Згодом у них народились три сини і дві дочки, причому середній син, Джон Макнейтен Віттекер, теж став відомим математиком.
Від 1901 до 1906 року Віттекер був секретарем Королівського астрономічного товариства, а протягом 1906—1912 років — Королівським астрономом Ірландії, а також професором астрономії Дублінського університету, де, крім астрономії, він також викладав математичну фізику.
1905 року Віттекера обрано членом Лондонського королівського товариства, яке 1931 року нагородило його медаллю Сильвестра, а 1954 року — медаллю Коплі. Віттекер був членом Лондонського математичного товариства, а в 1928—1929 роках — президентом цього товариства.
1912 року Віттекер переїхав до Единбурга, де він отримав посаду завідувача кафедрою математики Единбурзького університету (яка була вакантною після того, як у листопаді 1911 помер попередній керівник кафедри Джордж Кристал). 
Там Віттекер і продовжував працювати до виходу на пенсію 1946 року.

## Наукові результати
Основні роботи Віттекера присвячені математичному аналізу, зокрема чисельному аналізу. Він працював над диференціальними рівняннями у часткових похідних і, зокрема, отримав розв'язок тривимірного рівняння Лапласа. Він також цікавився теорією відносності і теорією електромагнетизму, зокрема, побудовою розв'язків для рівнянь Максвелла.
Частина праць Віттекера присвячена історії науки, зокрема, книга «Історія теорії ефіру і електрики, від часів Декарта до кінця XIX століття» (A History of the Theories of Aether and Electricity, from the Age of Descartes to the Close of the Nineteenth Century, 1910).